# 富恩特岩
富恩特岩（英語：Fuente Rock）是南極洲的岩石，位於南設得蘭群島的格林尼治島，處於費雷爾角東北面0.7公里，在1951年繪入智利地圖，現時由南極條約體系管理。